# Hypocrisy Destroys Wacken
Hypocrisy Destroys Wacken è il primo album dal vivo del gruppo musicale melodic death metal svedese Hypocrisy, pubblicato nel 1999 dalla Nuclear Blast.

## Il disco
Le prime undici tracce provengono dal concerto dell'8 agosto del 1998 al Wacken Open Air, le ultime quattro sono state registrate in studio.

## Edizioni
La versione giapponese include due bonus track provenienti dall'EP Maximum Abduction.

## Video
Nello stesso anno è uscita anche la versione in VHS. Mentre, nel 2009 è stata pubblicata la ristampa del CD contenente anche il DVD Live & Clips.

## Tracce
1. Roswell-47 – 4:13
2. Inseminated Adoption – 4:22
3. A Coming Race – 4:57
4. Apocalypse – 5:29
5. Osculum Obscenum – 4:58
6. Buried – 2:49
7. Left to Rot – 3:52
8. The Fourth Dimension – 5:07
9. Pleasure of Molestation – 4:50
10. Killing Art – 2:48
11. The Final Chapter – 5:19
12. Time Warp – 3:58
13. Til the End – 5:44
14. Fuck U – 3:46
15. Beginning of the End – 2:54

### Bonus track (Giappone)[2]
1. Request Denied
2. Strange Ways (Kiss cover)

## Formazione
- Peter Tägtgren - voce, chitarra
- Matthias Kamijo - chitarra
- Mikael Hedlund - basso
- Lars Szöke - batteria

### Crediti[2]
- Lars Johansson - missaggio
- Ari Willey - foto editing
- Flea Back - art director